# 中野孝次
中野 孝次（なかの こうじ、1925年（大正14年）1月1日 - 2004年（平成16年）7月16日）は、日本の小説家、ドイツ文学者、評論家。元國學院大學教授。
東大独文科卒。近代化と自己を冷静に分析したエッセイ『ブリューゲルへの旅』(1976年)、自伝小説『麦熟るる日に』(1978年)、愛犬の思い出を綴った『ハラスのいた日々』(1987年)で認められ幅広く活躍する。ほかに『清貧の思想』(1992年)など。

## 人物
千葉県市川市の大工の子として生まれ、独学で旧制高校に進み、第二次大戦出兵を経て、東京大学独文科を卒業。1952年から28年間、国学院大学で教鞭を執る傍ら、フランツ・カフカ、ギュンター・グラスなど現代ドイツ文学の翻訳紹介に努めた。1966年に1年間滞欧ののち、日本の中世文学に傾倒、1972年に初の著作『実朝考』を刊行、1976年には洋画との出会いをもとに半生を検証したエッセイ『ブリューゲルへの旅』で独自の世界を確立した。その後も自伝的小説『麦熟るる日に』、愛犬の回想記『ハラスのいた日々』、凛然と生きる文人を描いた『清貧の思想』など多彩な執筆活動を続けた。
『清貧の思想』、愛犬ハラス（柴犬）との日々を描いた『ハラスのいた日々』はベストセラーとなり、後者はテレビドラマ・映画化されている。『暢気眼鏡』の尾崎一雄を慕い、碁や焼き物も愛好した。
政治的には平和主義者であり、反核アピールでは井上靖、井上ひさし、大江健三郎と行動を共にし、大岡昇平に対しては弟子格の関係にあった。
囲碁を趣味として、趙治勲との対談本を刊行、『日本の名随筆 別巻　囲碁』の編纂を行った。また、中野の提唱により、囲碁棋戦中野杯U20選手権（20歳以下の棋士及び推薦の院生が戦う）が開催された。

## 略歴
- 1925年：千葉県市川市須和田出身。父は大工を職としていた。「職人の子に教育は不要」との父親の考えから旧制中学に進学できなかったが、1日14時間の猛勉強で専検に合格して旧制中学卒業資格を取得し、旧制第五高等学校（現熊本大学）に入学。
- 1950年：東京大学文学部独文科卒業、会社員となる。
- 1952年：國學院大學非常勤講師
- 1953年：同専任講師
- 1964年：同文学部
- 1972年：初の著書『実朝考』を刊行
- 1976年：日本エッセイスト・クラブ賞受賞（『ブリューゲルへの旅』）
- 1977年：初の小説「鳥屋の日々」を発表、芥川賞候補となる。
- 1978年：「雪ふる年よ」で芥川賞候補。『麦熟るる日に』を刊行。
- 1979年：平林たい子文学賞受賞（『麦熟るる日に』）
- 1981年：國學院大學を辞職
- 1982年：国際ペン大会東京大会に向けて「文学者の反核声明」の中心人物となる。
- 1988年：新田次郎文学賞受賞（『ハラスのいた日々』）
- 2000年：芸術選奨文部大臣賞受賞（『暗殺者』）
- 2004年：日本芸術院賞・恩賜賞を受賞する。同年に死去した。79歳没。墓所は須坂市浄運寺。

## 著書
- 『実朝考 ホモ・レリギオーズスの文学』（河出書房新社） 1972、のち講談社文芸文庫
- 『絶対零度の文学 大岡昇平論』（集英社） 1976
- 『ブリューゲルへの旅』（河出書房新社） 1976、のち文庫
- 『我等が生けるけふの日』（小沢書店） 1978
- 『麦熟るる日に』（河出書房新社） 1978、のち文庫
- 『若き木下尚江』（筑摩書房） 1979
- 『文学への希望』（朝日選書） 1979
- 『うちなる山々』（東京新聞出版局） 1979、のち改題『山に遊ぶ心』
- 『花下遊楽』（弥生書房） 1980
- 『苦い夏』（河出書房新社） 1980、のち文庫
- 『季節の終り』（講談社） 1980
- 『神々の谷 インド・ガンゴトリ紀行』（河出書房新社） 1981
- 『一方通行路』（小沢書店） 1981
- 『南チロルの夏』（集英社） 1982
- 『人生を闘う顔』（新潮社） 1982、のち岩波同時代ライブラリー
- 『西行の花 中世紀行』（淡交社） 1982
- 『近代日本詩人選 20 金子光晴』（筑摩書房） 1983
- 『対談小説作法』（文藝春秋） 1983
- 『古典を読む 今昔物語集』（岩波書店） 1983、のち同時代ライブラリー
- 『中世を生きる』（講談社） 1983
- 『自分らしく生きる』（講談社現代新書） 1983
- 『わが体験的教育論』（岩波新書） 1985
- 『はみだした明日』（文藝春秋） 1985
- 『生のなかば』（講談社） 1986
- 『ある中国残留孤児の場合』（河出書房新社） 1987
- 『ハラスのいた日々』（文藝春秋） 1987、のち文庫
- 『人生を励ます言葉』（講談社現代新書） 1988、のち『人生を励ます黄金の言葉』（講談社＋α文庫）
- 『夜の電話』（文藝春秋） 1988
- 『自分らしく人間らしく』（海竜社） 1989、のち『自分らしく生きる 人間らしく生きる』（講談社＋α文庫）
- 『生きたしるし エッセイ集』（文藝春秋） 1990、のち文庫
- 『ひとり遊び』（朝日新聞社） 1990、のち文庫
- 『今を深く生きるために』（海竜社） 1990、のち改題『自分が生きる時間』（三笠書房、知的生きかた文庫）
- 『リラの僧院 共生を求めての旅』（文藝春秋） 1992、のち改題『思索の旅・発見の旅』（岩波同時代ライブラリー）
- 『本阿弥行状記』（河出書房新社） 1992、のち中公文庫
- 『清貧の思想』（草思社） 1992、のち文春文庫
- 『碧落に遊ぶ』（弥生書房） 1992
- 『プロメテウスの盗んだ火』（マガジンハウス） 1992
- 『生きて今あるということ』（海竜社） 1993
- 『本物の生き方 人間の真実の生とは何か』（海竜社） 1994
- 『贅沢なる人生』（文藝春秋） 1994、のち文庫
- 『生きることと読むことと 「自己発見」の読書案内』（講談社現代新書） 1994
- 『ぼくと兄の日章旗 兄から学んだこと』（ポプラ社、新・のびのび人生論） 1995
- 『人生のこみち』（文藝春秋） 1995、のち文庫
- 『良寛の呼ぶ声』（春秋社） 1995、のち改題『良寛にまなぶ「無い」のゆたかさ』（小学館文庫）
- 『生きること老いること』（海竜社） 1996
- 『五十年目の日章旗』（文藝春秋） 1996、のち文庫
- 『わが少年記』（弥生書房） 1996
- 『光るカンナ屑 職人かたぎ譚』（小学館） 1996
- 『日本の美徳 恥を知るということ』（光文社） 1996
- 『ハラスよ!! ありがとう』（ポプラ社） 1997
- 『現代人の作法』（岩波新書） 1997
- 『良寛に会う旅』（春秋社） 1997
- 『老年の愉しみ』（海竜社） 1997、のち文春文庫
- 『私の生活作法』（文藝春秋） 1997
- 『我慢の思想』（潮出版社、潮ライブラリー） 1997
- 『西洋の見える港町横浜』（草思社） 1997
- 『まっすぐ生きる』（春秋社） 1998
- 『生き方の美学』（文春新書） 1998
- 『論語の智慧50章』（潮出版社、潮ライブラリー） 1998
- 『存命のよろこび 古典にいまを読む』（角川書店） 1998
- 『なにを遺せますか』（日本経済新聞社） 1999、のち文庫
- 『趣味に生きる愉しみ 老年の過ごし方』（光文社） 1999、のち知恵の森文庫
- 『人生の実りの言葉』（偕成社） 1999、のち文春文庫
- 『暗殺者』（岩波書店） 1999
- 『犬のいる暮し』（岩波書店） 1999、のち文春文庫
- 『よく生きることは人間の仕事である』（海竜社） 1999
- 『老年を幸福に生きる』（青春出版社） 1999
- 『ヒエロニムス・ボス「悦楽の園」を追われて』（小学館） 1999
- 『道元断章 『正法眼蔵』と現代』（岩波書店） 2000
- 『乱世を勁く生きる 中国古典の知恵』（日本経済新聞社） 2000、のち文庫
- 『幸福になるための作法45』（ポプラ社） 2000、のち光文社知恵の森文庫
- 『風の良寛』（集英社） 2000、のち文春文庫
- 『美しい老年のために』（海竜社） 2000、のち文春文庫
- 『わたしの唐詩選』（作品社） 2000、のち文春文庫
- 『自分を活かす “気” の思想 幸田露伴『努力論』に学ぶ』（集英社新書） 2001
- 『自分の顔を持つ人になる』（海竜社） 2001
- 「中野孝次作品」1 - 10（作品社） 2001 - 2002
- 『老いのこみち』（文藝春秋） 2001、のち改題文庫化『今ここに』
- 『中野孝次 生きる知恵』（日本放送出版協会、NHKシリーズ） 2001
- 『幸福の原理 「無い」ことのゆたかさを見つめ直す15章』（大和書房） 2001
- 『自足して生きる喜び 本当に幸福になるための二十三章』（朝日新聞社） 2002、のち改題文庫化『足るを知る』
- 『良寛 心のうた』（講談社+α新書） 2002
- 『死を考える』（青春出版社） 2002
- 『幸せな老年のために 「今ココニ」充実して生きる』（海竜社） 2002
- 『いまを生きる知恵』（岩波書店） 2002
- 『中野孝次の論語』（海竜社） 2003
- 『すらすら読める方丈記』（講談社） 2003
- 『「閑」のある生き方』（新潮社） 2003、のち文庫
- 『ローマの哲人セネカの言葉』（岩波書店） 2003、のち講談社学術文庫 2020
- 『中野孝次の生きる言葉』（海竜社） 2003
- 『すらすら読める徒然草』（講談社） 2004
- 『五十歳からの生き方』（海竜社） 2004
- 『セネカ 現代人への手紙』（岩波書店） 2004
- 『良寛に生きて死す』（考古堂書店） 2005
- 『芸亭の桜 随筆抄』（神奈川文学振興会） 2005
- 『ガン日記 二〇〇四年二月八日ヨリ三月十八日入院マデ』（文藝春秋） 2006

### 共著
- 『盤に臨んで燃える 囲碁講義 趙治勲対談』（朝日出版社、レクチュア・ブックス） 1985
- 『ブナの木の下で語ろう 鼎談21世紀をいかに生きるか』（井出孫六, 高田宏、信濃毎日新聞社） 1998
- 『犬は東に日は西に』（如月小春, 黒鉄ヒロシ、清流出版） 1999

## 翻訳
- 『城』（フランツ・カフカ、辻瑆, 萩原芳昭共訳、新潮社） 1953
- 『ぼくではない』（マックス・フリッシュ、新潮社） 1959 / 改題『ぼくはシュティラーではない』（白水社）1970
- 『性の世界史』（モールス、高橋義孝, 生松敬三共訳、新潮社） 1960
- 『百合』（ルイーゼ・リンザー、共訳、南江堂） 1961
- 『現代文学』（ワルター・イェンス、高本研一共訳、紀伊国屋書店） 1961
- 『アテネに死す』（マックス・フリッシュ、白水社） 1963、新版1991、新編・白水Uブックス、2025。副題『ホモ・ファーベル』
- 『悪魔の美酒 金の壷』（マドモワゼル・ド・スキュデリー, ホフマン、河出書房新社、世界文学全集）  1965
- 『弟』（ノサック、集英社） 1965
- 『わが名はガンテンバイン』（フリッシュ、三修社、ドイツの文学） 1966
- 『鏡のなかへの墜落』（フリッシュ、三修社、ドイツの名作） 1969
- 『犬の年』（ギュンター・グラス、集英社） 1969
- 『若き日のカフカ』（クラウス・ヴァーゲンバッハ、高辻知義共訳、竹内書店） 1969、のちちくま学芸文庫 1995
- 『わかってるわ』（ハンス・ノサック、河出書房新社） 1970
- 『盗まれたメロディー』（ハンス・エーリヒ・ノサック、白水社） 1974
- 『メディア論のための積木箱』（ハンス・マグヌス・エンツェンスベルガー、大久保健治共訳、河出書房新社） 1975
- 『審判』（新潮社、カフカ全集5） 1981、のち新潮文庫 1992
- 『贅沢の思想』（C・G・クロコフ、作品社） 1994

## 編纂
- 『日本の名随筆 別巻1 囲碁』（作品社） 1991
- 『日本の名随筆 別巻11  囲碁2』（作品社） 19921
- 『清貧の生きかた』（筑摩書房） 1993、のち文庫
- 『大岡昇平の仕事』（岩波書店） 1997

## その他
- 中野杯U20選手権 - 中野の意向により創設された囲碁の棋戦